# Kian Fitz-Jim
Kian Fitz-Jim (Amsterdam, 5 juli 2003) is een Nederlands voetballer die als middenvelder voor Ajax speelt.

## Carrière

### Ajax
Kian Fitz-Jim speelde in de jeugd van SC Buitenveldert, AFC, AZ en Ajax, waar hij in 2019 een contract tot medio 2022 tekende. Hij debuteerde in het betaald voetbal voor Jong Ajax in de Eerste divisie op 21 december 2020, in de met 2-1 verloren thuiswedstrijd tegen Telstar. Hij kwam in de 65e minuut in het veld voor Donny Warmerdam.
Begin januari 2023 werd hij overgeheveld naar de A-selectie. Op 8 januari 2023 debuteerde hij in de Eredivisie; in de uitwedstrijd tegen N.E.C. verving hij Kenneth Taylor in de 79e minuut. Drie dagen later maakte hij, vanwege een grote lijst afwezigen, zijn basisdebuut in een bekerwedstrijd tegen FC Den Bosch. Tot aan de zomerstop bleef het vervolgens bij een tweetal invalbeurten.

### Verhuur aan Excelsior
In augustus 2023 verlengde Fitz-Jim zijn contract bij Ajax tot en met medio 2027. Hierna werd hij voor de rest van het seizoen 2023/24 verhuurd aan Excelsior. Fitz-Jim speelde zijn eerste wedstrijd voor Excelsior op 2 september 2023, in het met 3–1 verloren uitduel tegen Heracles Almelo. In totaal speelde hij bij Excelsior 10 wedstrijden. 

### Terugkeer bij Ajax
Op 11 januari 2024 keerde hij vervroegd terug bij Ajax, dat op dat moment over te weinig spelers voor de nummer zes positie beschikte. De rest van dat seizoen kwam hij echter maar 39 minuten in actie voor het eerste elftal, wel speelde hij voor Jong Ajax. Hier werd hij op 19 april 2024 de tweede speler, na Ar'Jany Martha, die sinds de toetreding van Jong Ajax tot de Eerste divisie honderd wedstrijden in het profvoetbal voor Jong Ajax speelde.
In seizoen 2024/25 kreeg hij onder nieuwe trainer Francesco Farioli alsnog veel speeltijd in het eerste elftal. Wel moest hij regelmatig plaats maken voor Davy Klaassen. Op 29 augustus maakte hij in de thuiswedstrijd tegen Jagiellonia Bialystok zijn eerste doelpunt voor Ajax 1.

## Clubstatistieken

### Beloften
| Seizoen         | Club            | Competitie      | Competitie | Competitie | Internationaal | Internationaal | Totaal | Totaal |
| Seizoen         | Club            | Competitie      | Wed.       | Dlp.       | Wed.           | Dlp.           | Wed.   | Dlp.   |
| --------------- | --------------- | --------------- | ---------- | ---------- | -------------- | -------------- | ------ | ------ |
| 2020/21         | Jong Ajax       | Eerste divisie  | 21         | 1          | —              | —              | 21     | 1      |
| 2021/22         | Jong Ajax       | Eerste divisie  | 34         | 0          | —              | —              | 34     | 0      |
| 2022/23         | Jong Ajax       | Eerste divisie  | 30         | 3          | —              | —              | 30     | 3      |
| 2023/24         | Jong Ajax       | Eerste divisie  | 18         | 1          | —              | —              | 18     | 1      |
| Club totaal     | Club totaal     | Club totaal     | 103        | 5          | 0              | 0              | 103    | 5      |
| Carrière totaal | Carrière totaal | Carrière totaal | 103        | 5          | 0              | 0              | 103    | 5      |

Bijgewerkt t/m 29 september 2024.

### Senioren
| Seizoen         | Club            | Competitie      | Competitie | Competitie | Beker | Beker | Internationaal | Internationaal | Totaal | Totaal |
| Seizoen         | Club            | Competitie      | Wed.       | Dlp.       | Wed.  | Dlp.  | Wed.           | Dlp.           | Wed.   | Dlp.   |
| --------------- | --------------- | --------------- | ---------- | ---------- | ----- | ----- | -------------- | -------------- | ------ | ------ |
| 2020/21         | Ajax            | Eredivisie      | 0          | 0          | 0     | 0     | 0              | 0              | 0      | 0      |
| 2021/22         | Ajax            | Eredivisie      | 0          | 0          | 0     | 0     | 0              | 0              | 0      | 0      |
| 2022/23         | Ajax            | Eredivisie      | 2          | 0          | 2     | 0     | 0              | 0              | 4      | 0      |
| 2023/24         | Ajax            | Eredivisie      | 0          | 0          | 0     | 0     | 0              | 0              | 0      | 0      |
| 2023/24         | → Excelsior     | Eredivisie      | 10         | 0          | 2     | 0     | 0              | 0              | 12     | 0      |
| 2023/24         | Ajax            | Eredivisie      | 2          | 0          | 0     | 0     | 0              | 0              | 2      | 0      |
| 2024/25         | Ajax            | Eredivisie      | 23         | 2          | 2     | 0     | 15             | 4              | 40     | 6      |
| Carrière totaal | Carrière totaal | Carrière totaal | 37         | 2          | 6     | 0     | 15             | 2              | 58     | 6      |

Bijgewerkt op 1 april 2025.